# Mary Pocock
Pour les articles homonymes, voir Pocock.
Mary Agard Pocock (31 décembre 1886 – 10 juillet 1977) est une phycologue sud-africaine.

## Biographie
Née à Rondebosch en 1886, de William Pocock et Elizabeth Dacomb, Mary Pocock étudie à l'école pour filles de Bedford, et au Cheltenham Ladies' College. Mary Pocock fréquente ensuite l'université de Londres, où elle étudie la botanique et obtient son diplôme en 1908. Elle enseigne dans des écoles pour filles de Londres et du Cap avant de poursuivre ses études en 1919 en botanique à Cambridge. Elle est maître de conférences à l'université Rhodes, dans l'actuelle province du Cap-Oriental pour une année en 1924, un poste qu'elle occupera de nouveau au cours de sa carrière.
En 1925, elle voyage avec Dorothea Bleek depuis la Rhodésie jusqu'à Luanda, en actuelle Angola, collectant des spécimens de plantes à fleurs qu'elle étudie aux jardin botanique de Kew et au Musée d'histoire naturelle de Londres à son retour. Cette expédition depuis Le Cap, via les chutes de Victoria, à travers la Zambie, l'ouest du Zimbabwe, le centre de l'Angola jusqu'à la ville côtière de Lobito Bay a également permis à Bleek d'étendre les recherches existantes sur les peuples xam et kung,.
De retour en Afrique du Sud, Pocock s'intéresse aux algues, et elle obtient un doctorat de l'université du Cap, à l'âge de 46 ans. En 1942, elle crée l'herbier de l'université Rhodes,. Elle a en particulier étudié le Volvox, objet de sa thèse.

## Prix et distinctions
Elle est l'auteure de plus de 30 publications sur les algues et un certain nombre de plantes sont nommées d'après Pocock. Elle a reçu la Médaille Crisp de la Société Linnéenne et elle est membre de la Société Linnéenne et la Société royale d'Afrique du Sud.